# جو گوبینز
جو گوبینز (انگلیسی: Joe Gubbins؛ زادهٔ ۳ اوت ۲۰۰۱) بازیکن فوتبال اهل بریتانیا است.
از باشگاه‌هایی که در آن بازی کرده‌است می‌توان به باشگاه فوتبال کویینز پارک رنجرز اشاره کرد.